# 劉勷
劉勷（？年—？年），字弘先，浙江宁波府慈溪县人。明朝末年政治人物。

## 生平
曾祖劉士逵，官山东道御史。崇祯三年（1630年）庚午科浙江乡试舉人，崇禎四年（1631年）联捷辛未科进士。都察院观政，授江夏县知县，以得罪潞王府太监而被革职。十五年（1642年）閣臣賀逢聖举荐他补任旌德县，行取考选为江西道御史，明亡歸乡。子劉初吉，登康熙十五年（1676年）丙辰科进士；次子劉敦吉，由拔贡任平湖县学教谕。